# Manche (musique)
Pour les articles homonymes, voir Manche.
 (août 2024).
Si vous disposez d'ouvrages ou d'articles de référence ou si vous connaissez des sites web de qualité traitant du thème abordé ici, merci de compléter l'article en donnant les références utiles à sa vérifiabilité et en les liant à la section « Notes et références ».
Le manche est un constituant de certains instruments de musique (notamment les instruments à cordes) et de certains accessoires de musique.

## Instrument à cordes

Éléments d'une guitare classique : le manche est la partie au-dessus de la caisse de résonance.

Pour les cordophones (instrument à cordes) de la famille des luths (incluant les vièles), il est une pièce maîtresse de lutherie placé à la périphérie de la caisse de résonance : parfois accolé, parfois solidaire, parfois en surplomb, etc.
Le manche est aussi porteur de la touche qui permet un meilleur glisser des doigts et des frettes éventuelles qui permettent une meilleure justesse. Il permet de diviser la longueur des cordes afin d'obtenir une nouvelle vibration acoustique en appuyant sur elles : c'est donc un point d'appui et de tenue de l'instrument.
Il peut être plein ou creux, recouvert de bois ou de membrane animale. 
Il est aussi porteur du chevillier où viennent s'insérer les chevilles.

## Accessoires de musiques

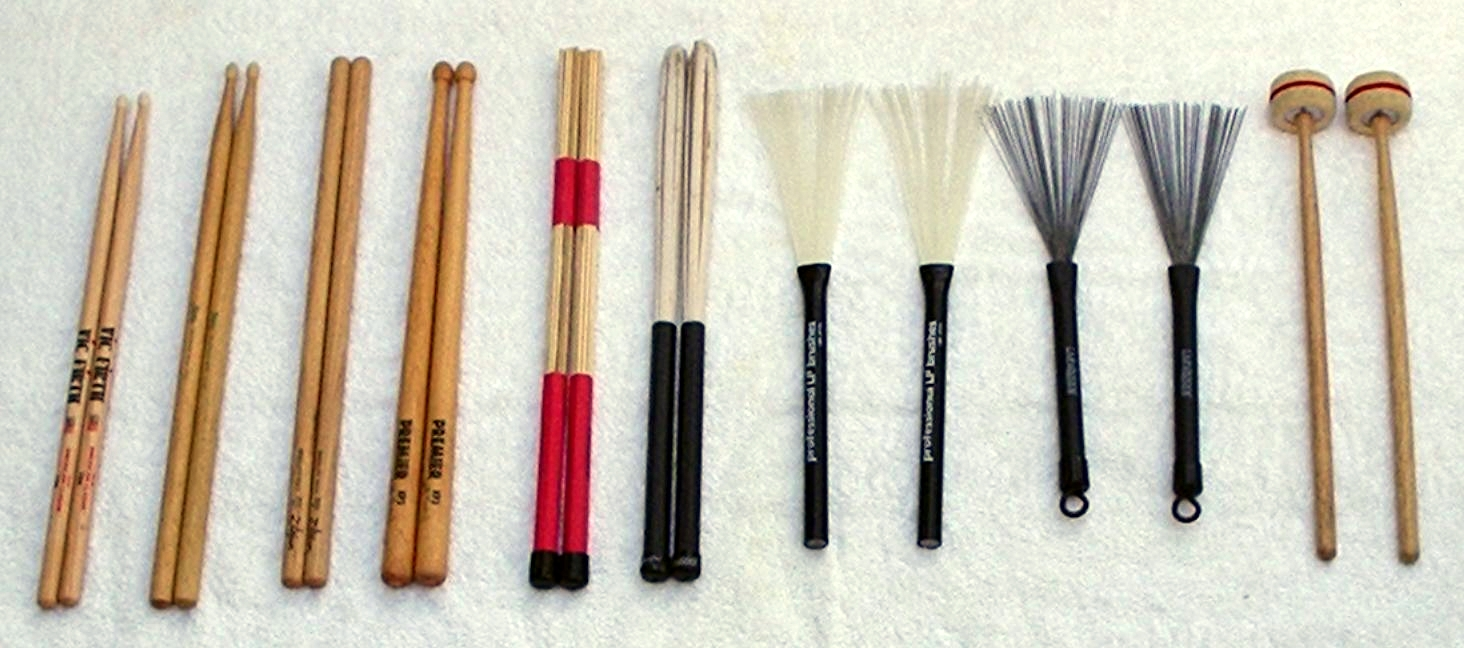
Différentes baguettes pour instruments à percussion : le manche est la partie tenue dans la main.

Certains accessoires tels les baguettes de tambours ont aussi un manche de simple préhension.